# Formattazione
La formattazione, in informatica, è l'operazione tramite la quale si prepara per l'uso un supporto di memorizzazione di massa, come ad esempio un disco fisso o una sua partizione, per renderlo idoneo all'archiviazione di dati, impostando la struttura del file system che vi verrà creato sopra.
Può venire chiamata a volte anche inizializzazione, sebbene in realtà questa è la fase precedente la formattazione, quella di preparazione logica e scrittura dei dati di etichettatura dell'unità di memorizzazione. In pratica, la inizializzazione di una nuova unità (o, similmente, la re-inizializzazione di uno già utilizzato) serve per stabilire lo stile (GPT o MBR), tipo, numero e dimensione delle partizioni.
L'operazione consiste nel dividere la capacità del disco in una serie di blocchi di uguali dimensioni, chiamati unità di allocazione e fornire una struttura logica in cui verranno scritte le informazioni che permetteranno l'accesso ai dati desiderati.

## Casi di utilizzo
Sono interessati a tale operazione tutti i supporti di archiviazione. Nel caso degli hard disk la formattazione deve essere preceduta dal partizionamento, ovvero da un'operazione che permette di dividere lo spazio disponibile in una o più sezioni ognuna delle quali verrà gestita dal software come se fosse un disco separato. Nel caso dei supporti ottici, come i CD-R e i DVD scrivibili, la registrazione dei dati avviene in genere per mezzo di appositi programmi di masterizzazione i quali creano la struttura di gestione contestualmente all'operazione di registrazione.
La formattazione deve essere sempre effettuata prima dell'utilizzo dei supporti di memoria. Normalmente i floppy disk e le chiavi USB vengono forniti preformattati dal produttore. In ogni caso è possibile effettuare nuovamente l'operazione di formattazione quando si desidera riutilizzare un supporto, perdendo i dati presenti sullo stesso.

## Motivi
Uno dei casi in cui si ricorre alla riformattazione di un disco si verifica quando è necessario reinstallare il sistema operativo di un computer a seguito di malfunzionamenti causati da malware o da problemi software che hanno danneggiato il sistema operativo. In questo caso, dopo aver effettuato una copia di backup dei dati si procede alla formattazione per disporre di una struttura di memorizzazione sicuramente integra sulla quale installare il sistema operativo.
Nel caso si stia reinstallando il sistema operativo a causa di un malfunzionamento causato da malware, è bene analizzare il backup dei dati con un buon antivirus, in modo da eliminare eventuali infezioni da malware che altrimenti rischierebbero di infettare nuovamente il computer.

## Livelli di formattazione
Esistono due livelli di formattazione, detti formattazione a basso e ad alto livello.

### Formattazione a basso livello
Attualmente, per quanto riguarda l'utilizzatore, interessa unicamente i floppy disk e consiste nel memorizzare sulla superficie degli stessi una serie di informazioni che permettono di dividerla in blocchi di uguale capacità identificabili univocamente e la cui integrità è verificabile attraverso una somma di controllo.
Fino agli anni ottanta un'operazione analoga veniva effettuata dagli utenti anche sugli hard disk, in quanto le imprecisioni del sistema di controllo delle testine a mezzo motore passo-passo, sensibile per esempio all'orientamento dell'unità, e l'algoritmo MFM usato per memorizzare i dati lo richiedevano.
L'avvento del sistema RLL e del posizionamento delle testine col sistema voice-coil hanno reso obsoleta tale pratica. Negli hard disk prodotti a partire dagli anni novanta tale operazione viene nella pratica effettuata quasi esclusivamente dal produttore.
Attualmente viene chiamata erroneamente formattazione a basso livello un'operazione di reinizializzazione del disco, possibile con apposite utility fornite dal produttore del disco stesso che consiste nel controllo di tutta la superficie del disco azzerandone il contenuto.
In seguito a tale operazione i dati presenti sul disco non sono più recuperabili.

### Formattazione ad alto livello
Consiste nella memorizzazione sul supporto delle strutture del file system ed eventualmente del master boot record. Questa operazione non cancella i file dal disco, ma si limita a riscrivere la struttura che ne permette la normale gestione. Fino a che non vengono sovrascritti da nuovi file, è possibile recuperare il contenuto dei file precedenti alla formattazione per mezzo di appositi programmi.

I dati presenti sul disco saranno semplicemente ignorati e sovrascritti dal computer ma rimarranno, almeno parzialmente, recuperabili con appositi software. Per avere la certezza che i dati registrabili non siano più recuperabili bisogna ricorrere ad apposite tecniche di riscrittura dell'intera capacità del disco oppure alla distruzione fisica dello stesso.
I programmi di formattazione permettono contestualmente di fare un controllo dell'intera superficie del disco per verificare la presenza di eventuali difetti. Questa operazione può richiedere anche molte ore nel caso di un disco rigido di grande capacità ed è superata dalla capacità del firmware dei dischi rigidi attualmente in commercio di identificare e isolare automaticamente eventuali blocchi difettosi. Analogamente alla reinizializzazione, tale operazione rende i dati precedentemente presenti sul disco non più recuperabili.